# Lioudmila Pakhomova
Lioudmila Alekseïevna Pakhomova (en russe : Людмила Алексеевна Пахомова), née le 31 décembre 1946 à Moscou en RSFS de Russie et morte le 17 mai 1986 à Moscou, est une patineuse artistique soviétique de danse sur glace. Avec son partenaire et mari Aleksandr Gorchkov, elle est championne olympique en 1976 à Innsbruck.

## Biographie

### Carrière sportive

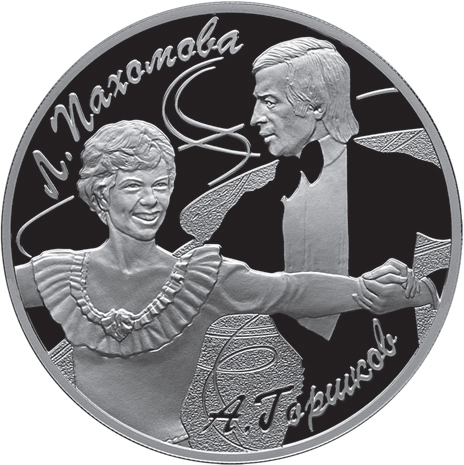
Une pièce de monnaie russe de 3 roubles de 2010 commémorant le couple Pakhomova-Gorchkov

Pakhomova commence le patinage artistique à l'âge de sept ans, lorsque sa grand-mère l'emmène à l'école sportive au Young Pioneers Stadium (en),. Depuis 1966, le duo qu'elle forme avec Aleksandr Gorchkov évolue au Dinamo Moscou. Une relation amoureuse entre Pakhomova et Gorchkov naît, menant à leur mariage en 1970. Ils sont champions du monde de 1970 à 1974 et en 1976, remportant leur sixième titre mondial. Aux Jeux olympiques d'hiver de 1976, Pakhomova et Gorchkov deviennent les premiers champions olympiques de danse sur glace. Leur fille Ioulia naît en 1977.
Lioudmila Pakhomova meurt du lymphome de Hodgkin en 1986 et est enterrée au cimetière Vagankovo à Moscou.

### Hommage
Lioudmila Pakhomova est introduite à titre posthume au World Figure Skating Hall of Fame (en) en 1988, de même que Gorchkov.
Un objet mineur, (3231) Mila, découvert par l'astronome soviétique Lioudmila Jouravliova en 1972 est nommée en son honneur.

## Programmes
- La cumparsita
- Masquerade Waltz par Aram Khatchatourian
- Gori Gori Moïa Zvezda (Гори, Гори, Моя Звезда)

## Palmarès
Avec deux partenaires :
- Viktor Ryzhkin (3 saisons : 1963-1966)
- Aleksandr Gorchkov (10 saisons : 1966-1976)

| Compétitions principales        | 1964    | 1965    | 1966    |  | 1967    | 1968    | 1969    | 1970    | 1971    | 1972    | 1973    | 1974    | 1975    | 1976    |
| Jeux olympiques d'hiver         |         |         |         |  |         |         |         |         |         |         |         |         |         | 1re     |
| Championnats du monde           |         |         | 10e     |  | 13e     | 6e      | 2e      | 1re     | 1re     | 1re     | 1re     | 1re     |         | 1re     |
| Championnats d’Europe           |         |         | 7e      |  | 10e     | 5e      | 3e      | 1re     | 1re     | 2e      | 1re     | 1re     | 1re     | 1re     |
| Championnats d'Union soviétique | 1re     | 1re     | 1re     |  | 2e      | 2e      | 1re     | 1re     | 1re     | F       | 1re     | 1re     | 1re     | F       |
|                                 |         |         |         |  |         |         |         |         |         |         |         |         |         |         |
| Autre Compétition               | 1963/64 | 1964/65 | 1965/66 |  | 1966/67 | 1967/68 | 1968/69 | 1969/70 | 1970/71 | 1971/72 | 1972/73 | 1973/74 | 1974/75 | 1975/76 |
| Moscou Skate                    |         |         |         |  |         | 2e      |         | 1re     | 1re     | 1re     | 1re     |         | 1re     | 1re     |
| Légende : F = Forfait           |         |         |         |  |         |         |         |         |         |         |         |         |         |         |